# Fortunato Anzoátegui
Fortunato Anzoátegui (Montevideo, Uruguay, 18 de abril de 1876 - Buenos Aires, 27 de febrero de 1924), diplomático y empresario uruguayo  nacionalizado argentino, hijo del capitán Héctor Anzoátegui, proveniente de una familia de origen vasco. 
En los primeros años del siglo XX, concretamente en 1903, se instala en Buenos Aires por su matrimonio con María Luísa Martí, hija de Fernando Martí y se dedica a administrar el patrimonio de su suegro. En 1906 crea la empresa de colonización Fortunato Anzoátegui que se dedica a la compra-venta y arriendo de campos, a la formación de colonias y centros urbanos, compra-venta de estancias, explotación de montes y venta de leña. Con esta empresa funda en 1908 junto con su suegro, el Pueblo y Colonia Fernando Martí (en la actualidad Coronel Charlone (Buenos Aires), Partido de General Villegas), inaugurado oficialmente en 1911. También funda las localidades de Ministro Lobos, actual Naicó, y Anzoategui en el sur de la provincia de La Pampa. En dicha provincia poseía numerosas estancias y una importante explotación de salinas.
Falleció en 1924 en Buenos Aires. Sus restos se encuentran en el panteón familiar del Cementerio Central de Montevideo.